# Хидрографски завод у Пули
Хидрографски завод у Пули у оригиналу (нем. Hydrographisches Amt der k. u. k. Kriegsmarine, хр. Hidrografski zavod carske i kraljevske ratne mornarice) основана 1869. године у Пули,  била је хидрографска установа Аустроугарске морнарице и наставно научна база Морнаричке академије у Ријеци.
Завршетком Првог светског рата и распадом Аустроугарске монархије и настанком Републике Аустрије у новембру 1918. године, укинута су сва аустроугарска министарства и тим чином престао  је да постојати  Хидрографски завод царске и краљевске Ратне морнарице у Пули.

## Положај
Хидрографски завод у Пули смештена је на једном од најлепших места  у граду на Монте Зару, надомак самога градског средишта, са лепим погледом који се пружа према пулском заливу и луци.  Око њега је подигнут парк који је постао један од најлепших у Пули. Годинама су бродови ратне морнарице из својих научних мисија по целом свету доносили разноврсну флору којом је уређиван парк Хидролошког завода.

## Историја
Оснивању Хидрографског завода у Пули претходила је одлука вицеадмирала Вилхелма фон Тегетофа  1868.  године у склопу реорганизацију читаве Ратне морнарице. На предлог управника Хидрографског складишта др  Pauggera, предвиђена је нова организација Хидрографског завода и донесен је први Статут Хидрографске службе у августу 1869. године.
Према Статуту у заводу су се обављали следећи послови: 
- одређивање тачног времена астрономским методама,
- контролисање наутичких инструмената,
- евидентирање промена мора,
- исправљање поморских карата,
- обављање метеоролошких посматрања и друго.

### Изградња нове зграде Завода
Да би Хидрографски завод могао несматано да ради, било је потребно изградити нову зграду за смештај великог броја наутичких, метеоролошких, физичких и астрономских инструмената, библиотеке, карата и других ствари. У том циљу 1869. године започела је градња зграде на градском брежуљку Монте Заро, како би била изван подручја подрхтавања тла под дејством топовске паљбе и пролажења тешких возила.
Рад Завода у новој згради започео је 1. јула 1871. Зграда се протезала у смеру североисток – југозапад у дужини од 65 м, а на средишњем спрату са сваке стране је било је дограђено приземно крило. Свако крило имало је четвероугаону грађевину, у којима су смештени астрономски инструменти за посматрање пролазака небеских тела. У приземљу су била складишта, а на првом спрату је била смештена Морнаричка библиотека.
Након изградње нове зграде, око ње је подигнут парк који је постао један од најлепших у Пули. Годинама су бродови ратне морнарице  из својих научних мисија по целом свету доносили разноврсну флору којом је уређиван парк. Испред Завода је у парку 1877. године постављен споменик вицеадмиралу Вилхелму фон Тегетофу, који је постао славан када је 1866. године као заповедник аустријске ратне флоте поразио италијанску флоту код Виса.

## Организациона структура
У складу са Статутом, пулски Хидрографски завод је био под врховном надлежношћу Адмиралитета, а имао је четири одељења и четири службе у Морнаричкој звездарници:
| Одељења Хидрографског завода                                                                                        | Службе Морнаричке звездарнице                                                                  |
| --- | ---------------------------------------------------------------------------------------------- |
| 1. Звездарница 2. Спремиште наутичко-физикалних инструмената 3. Спремиште поморских карата 4. Морнаричка библиотека | 1. Служба тачног времена 2. Хронометарска служба 3. Метеоролошка служба 4. Геомагнетска служба |

## Одељења завода
У свом саставу завод је имао следећа четири одељења.

#### Звездарница
Иако је зграда изграђена за потребе Хидрографског завода, она је пројектована према правилима за астрономске опсерваторије и са својом опремом у то доба није заостајала за најпознатијим звездарницама.
Због открића већег броја небеских тела, звездарница је у научном свету постала позната под називом Морнаричка звездарница и најстарија је астрономска установа на подручју Хрватске.
Оснивањем Хидрографског завода 1869. Морнаричка звездарница постала је његово прво одељења Пресељењем у нову зграду 1871. стекли су се услови за научноистраживачким радом радом, и астрономска проматрања и истраживања.
Осматране су планете, комете, Месец, Сунце, планетоиди, метеорски ројеви, промењиве звезде, помрачења Сунца, помрачење Месеца и заклањање звезда и планета Месецом.
Од оснивања  Звездарница је имала девет управника, а највећи допринос астрономији дали су Јохан  Палиса и Иво Бенко вон Боиник. Астроном Јохан Палиса је од 1874. до 1880. открио 28 планетоида. Рад Морнаричке звездарнице пратиоло је објављивање резултат у годишњим извештајима од 1870. до почетка Првог светског рата.

#### Складиште поморских карата
Складиште поморских карата било је средишње место за чување, евидентирање и издавање поморских карата, за набавку нових и издавање старих карата исправке постојећих поморских карата. На основу извршених мерења у периоду од 1880. до 1885. направљена је ревизија и ново издање поморских карата Јадрана.

#### Складиште поморских инструмената
Спремиште инструмената је водило бригу о свим наутичким инструментима који су припадали Ратној морнарици. Вршена су испитивања точности, одржавање, поправак, конструирање нових наутичких инструмената те њихово издавање ратним бродовима. 

#### Морнаричка библиотека
Морнаричка библиотека основана је Хидрографског завода у Пули као њена четврта организациона целина. Од оснивања библиотечки фонд је до 1918. нарастао на око 45.000 томова.  

#### Геофизичко одељење
Геофизички одељење је настао 1896. године, када су сви метеоролошки и геомагнетски послови били у посебном одељењу које се бавило: 
- метеорологијом,
- геомагнетизмом,
- сеизмологијом

Звездарница је у одређеном историјском раздобљу имала је више значајних и за то доба врло модерних инструмената, којима је вршена интензивна научна и стручна делатност.

## Научна делатност
Најплоднији део Хидрографског завода био је у научноистраживачким резултатима, пре свега Звездарнице (посебно у периоду 1874. до 1880. године) када је њом руководио  Johann Palisa. Он је успео да открије 28 астероида, од којих је један откривен 8. фебруар 1878. године по полуострву Истра на коме се налазио Завод добио назив 183 Истра.
На основу новог истраживања Јадранског мора, спроведеног између 1866. и 1872. године, под руководством  Хидрографског завода у Пули, нацртане су у у Бечу од 1870. до 1874. године наутичке карте Јадрана.
Током 1892. године Институт је објавио водич за Јадран, а 1889. и 1890. године извршена су геомагнетна мерења Јадрана.
Од пресудног значаја за пловидбу Јадраном биле су и дневне временске прогнозе које је метеоролошка опсерваторија Хидрографског завода почела да израђује и објављује од 1874. године.

## Издавачка делатност
У циљу објављивања резултат научно-стручне декатности у Заводу је покренута и издавачка делатност. Међу најстаријим публикацијама Завода спадају:
- Каталог der Bibliothek S.M. Kriegs-Marine (прва  свеска објављена је 1871. године,  преостале две свеске 1884. i 1895., а додаци 1897.-1901. године.[4]
- Часопис Mittheilungen aus dem Gebiete des Seewesens, издање уредништва тога часописа на челу са начелником Морнаричке библиотеке у Пули (морнаричким официром  E. Edler von Friedensfels-ом, и од 1910.  године официром K. Reichenbachом).[4]
- Перидична публикације
- Годишњак Завода
- Наутичке и остале публикације  (у оригиналу:Nautisch-technisches Wörterbuch der Marine, Izvješča o pomorskim znanstvenim istraživanjima i drugim pomorskim putovanjima, Die transatlantische Reise S.M.S. ‚Donau’ in den Jahren 1883-1884; Die Reise S.M. Corvette ‚Helgoland’ an der Westküste Afrikas in den Jahren 1884-1885; Die Reise S.M. Corvette ‚Aurora’ nach Brasilien und den La Plata-Staaten in den Jahren 1884-1885; Die Reise S.M. Corvette ‚Frundsberg’ im Rothen Meere und an der Ostküste Afrikas in den Jahren 1884-1885; Die Reise S.M. Kanonenboot ‚Albatross’ im Rothen Meere, in den ostindischen und chinesischen Gewässern in den Jahren 1884-1885. 1886. objavljeno je djelo Die transoceanische Reise S.M. Corvette ‚Saida’ in den Jahren 1884-1886. Jerolim Benko von Boinik je 1892. i 1893., Die Schiffs-Stationen der k.u.k. Kriegs-Marine in Ostasien. Reisen S.M. Schiffe ‚Nautilus’ und ’Aurora’ 1884-1888. (1892); Die Reise S.M.S. ‚Zrinyi’ nach Ost-Asien 1890-1891. (1894).[4]
- Сепарати поморских путовања објављивани у часопису Mittheilungen штампаном у бечкој штампарији Carl Gerold’s Sohn, а објављеним и унутар едиције Reisen S.M. Schiffe.[4]

### Завод након Великог рата

#### Од 1918 до 1943.
Завршетком Првог светског рата и распадом Аустроугарске монархије и настанком Републике Аустрије у новембру 1918. године, укинута су сва аустроугарска министарства и тим чином престао  је да постојати  Хидрографски завод царске и краљевске Ратне морнарице у Пули.
Након италијанске војне окупације Пуле 5. новембра 1918. године  Италијанска морнарица је преузела Завод и сву опрему затечену у њему.
Астрономски инструменти и библиотека су пресељени у Трст и друге италијанске градове, а пулски Хидрографски завод преименован је у италијански Краљевски Хидрографски институт, са статусом подружнице средишње талијанске хидрографске установе. Унутар ове подружнице спроводила су се метеоролошка и геомагнетска посматрања, док су астрономске активности потпуно замрле.

#### Од 1943. до 1947.
Након капитулације Италије у Другом светском рату, 1943. године Пулу је запосела немачка војска. Англо–америчко ваздухопловство започело је опсежна ваздушна бомбардовања Истре и Пуле крајем 1943. године. Почетком 1944. године приликом једног од  ваздушног напада разорена је зграда бившег  Хидрографског завода  Након бомбардовања  само је деломично остало сачувано североисточно крило зграде, у коме је била звездарница. Након уклањања остатака рушевина, на овом месту је касније изграђен вртић.

#### Од 1947. до данас
У раздобљу од 1947. до 1948. године остаци сачуваних рушевина су обновљени и у ту зграду смештена је метеоролошка станица Југославенске ратне морнарице.
Године 1949. метеоролошка станица ЈРМ постала је део Управе Хидрометеоролошке службе при Влади НР Хрватске, а 1973. године у њој је основано Астрономско друштво „Истра“.